# Australian Open 2016 – čtyřhra vozíčkářů
Do soutěže čtyřhry vozíčkářů na Australian Open 2016 nastoupily čtyři páry. Dvojnásobným obhájcem titulu byla francouzsko-japonská dvojice Stéphane Houdet a Šingo Kunieda, jejíž členové nestartovali společně. Houdet nastoupil v páru s krajanem Nicolasem Peiferem a Kuniedovým spoluhráčem se stal Skot Gordon Reid.
Trofej si odvezla nejvýše nasazená dvojice Stéphane Houdet a Nicolas Peifer, která ve finále zdolala Šinga Kuniedu s Gordonem Reidem po třísetovém průběhu 6–3, 3–6 a 7–5. Houdet tak vybojoval čtvrtou deblovou trofej na australském grandslamu, po vítězstvích v letech 2010, 2014 a 2015. Pro Peifera to byl premiérový vavřín z Melbourne. Po US Open 2011 společně zvítězili na druhém grandslamu.

## Nasazení hráčů
1. Stéphane Houdet /  Nicolas Peifer (vítězové)
2. Shingo Kunieda /  Gordon Reid (finále)

## Turnaj
| Legenda                                                       |                                                                        |                                                   |
| - Q – kvalifikant - WC – divoká karta - LL – šťastný poražený | - Alt – náhradník - SE – zvláštní výjimka - PR/SR – žebříčková ochrana | - w/o – bez boje - r – skreč - d – diskvalifikace |

### Pavouk
|  | Semifinále | Semifinále                      | Semifinále                | Semifinále | Semifinále |                                |                                  | Finále | Finále | Finále | Finále | Finále |
|  |            |                                 |                           |            |            |                                |                                  |        |        |        |        |        |
|  | 1          | Stéphane Houdet Nicolas Peifer  | 6                         | 6          |            |                                |                                  |        |        |        |        |        |
|  |            | Adam Kellerman Maikel Scheffers | 0                         | 1          |            |                                |                                  |        |        |        |        |        |
|  |            | Adam Kellerman Maikel Scheffers | 0                         | 1          | 1          | Stéphane Houdet Nicolas Peifer | 6                                | 3      | 7      |        |        |        |
|  |            |                                 |                           |            |            | Stéphane Houdet Nicolas Peifer | 6                                | 3      | 7      |        |        |        |
|  |            | 2                               | Šingo Kunieda Gordon Reid | 3          | 6          | 5                              |                                  |        |        |        |        |        |
|  |            | 2                               | Šingo Kunieda Gordon Reid | 3          | 6          | 5                              | Gustavo Fernández Joachim Gérard | 63     | 2      |        |        |        |
|  |            |                                 |                           |            |            |                                | Gustavo Fernández Joachim Gérard | 63     | 2      |        |        |        |
|  | 2          | Šingo Kunieda Gordon Reid       | 7                         | 6          |            |                                |                                  |        |        |        |        |        |